# 富山県道70号万尾脇方線
富山県道70号万尾脇方線（とやまけんどう70ごう もおわきがたせん）は、富山県氷見市を通る県道（主要地方道）である。

## 概要

### 路線データ
- 起点：富山県氷見市万尾字今川783番4[1]（富山県道76号氷見惣領志雄線交点）
- 終点：富山県氷見市脇方字前田304番3[2]（国道160号交点）

## 歴史
- 1993年（平成5年）5月11日 - 建設省から、県道氷見志雄線の一部・県道余川万尾線・県道鹿西氷見線の一部・県道磯辺目谷線・県道氷見田鶴浜線の一部・県道磯辺宇波線・県道平阿尾線の一部が万尾宇波線として主要地方道に指定される[3]。
- 1994年（平成6年）4月1日：路線認定[1]。
- 2003年度（平成15年度） : 能越自動車道灘浦ICと国道160号を接続するアクセス道路として氷見市宇波-同市脇方間（約1.3 km）のバイパス建設に事業着手[4]。
- 2012年（平成24年）3月25日 : 能越自動車道灘浦IC供用開始にあわせて氷見市宇波-同市脇方間のバイパス開通[5][6]
- 2012年8月31日 : 富山県告示第373号により路線名が万尾宇波線から万尾脇方線へ、終点が氷見市宇波から氷見市脇方へ、それぞれ変更される。同年3月25日にバイパスとして開通した区間が本線となり、現道は氷見市道に降格となる[2]。

## 路線状況

### 重複区間
- 国道415号（氷見市泉・泉交差点 - 氷見市中村）
- 富山県道304号鹿西氷見線（氷見市余川（片畑） - 氷見市余川（目谷））
- 富山県道18号氷見田鶴浜線（氷見市磯辺 地内）

## 地理

### 通過する自治体
- 氷見市

### 交差する道路
- 富山県道76号氷見惣領志雄線（氷見市万尾、起点）
- 富山県道300号氷見志雄線（氷見市下津久呂）
- 国道415号（氷見市泉・泉交差点）
- 国道415号（氷見市中村）
- 富山県道303号柿谷池田線（氷見市柿谷）
- 富山県道304号鹿西氷見線（氷見市余川（片畑））
- 富山県道304号鹿西氷見線（氷見市余川（目谷））
- 富山県道18号氷見田鶴浜線（氷見市磯辺・針ノ木橋東詰）
- 富山県道18号氷見田鶴浜線（氷見市磯辺）
- 富山県道363号町山河原線（氷見市角間）
- 富山県道306号平阿尾線（氷見市白川）
- 国道470号 能越自動車道 灘浦IC（氷見市白川）
- 国道160号（氷見市脇方、終点）

## 周辺
- 氷見市立十二町小学校
- 能越自動車道
- JA氷見市 南部カントリーエレベーター
- 三協立山アルミ 氷見工場
- 一刎城跡
- 氷見市立灘浦小学校
- 富山湾
  - 灘浦海岸